# Ursula Keller
Ursula Keller, née le 21 juin 1959 à Zoug, est une physicienne suisse, spécialiste de la technologie laser ultra-rapide, inventrice et  professeure de physique à l’École polytechnique fédérale de Zurich, lauréate du prix de l’inventeur européen 2018 décerné par l’Office européen des brevets.

## Biographie
Ursula Keller grandit dans une famille ouvrière. Après son diplôme d'ingénieure en physique obtenu en 1984 à l'École Polytechnique Fédérale de Zurich, Ursula Keller poursuit ses études à l'Université Stanford, où elle obtient un master en physique appliquée en 1987,  puis  continue avec un doctorat en physique, qu'elle soutient en 1989 en développant une nouvelle technique de mesure optique de la charge et de la tension dans les circuits intégrés de type GaAs.[réf. souhaitée]
De 1989 à 1993, elle travaille au centre de recherche d’AT&T Bell dans le New Jersey, où elle mène des recherches sur la commutation photonique, la technologie laser ultrarapide et la spectroscopie des semi-conducteurs et développe une méthode permettant de fabriquer des lasers à impulsions ultracourtes.[réf. souhaitée]
En 1993, elle est nommée professeure de physique École polytechnique fédérale de Zurich et devient par là même la première femme professeure en physique de l'école. En octobre 1997, elle devient professeure titulaire. Ses domaines de recherche sont les lasers à semi-conducteurs et à solide ultra-rapides, le développement d'instruments fiables et fonctionnelles pour générer des ultraviolets extrêmes (EUV) à rayons X ainsi que l'expérimentation d'attosecondes. Elle développe la première méthode de génération d'impulsions lumineuses ultra-rapides connue sous le nom de SESAM "Semiconductor Saturable Absorber Mirror", acronyme anglais de "miroir absorbeur saturable à semi-conducteurs" devenu un  standard mondial de l'industrie pour la découpe et le soudage dans divers domaines : de l'électronique et de l'industrie automobile à la technologie des communications, au diagnostic médical et à la chirurgie,.
Elle est co-inventrice de sept brevets européens.
Elle crée le ETH Women Professors Forum dont elle assure la présidence.
Elle est la créatrice de l'Attoclock, l'un des dispositifs de mesure du temps les plus précis au monde et pouvant enregistrer des intervalles de temps jusqu'à quelques attosecondes, la milliardième partie d'un milliardième de seconde.
Depuis 2010, Ursula Keller est directrice du  Centre national suisse de recherche en sciences et technologies moléculaires ultra-rapides.
Depuis 2014, elle siège  au conseil de recherche du Fonds national suisse de la recherche scientifique.
En 2018, elle remporte le Prix de l'inventeur européen dans la catégorie  "Œuvre d'une vie".  En 2019, elle devient pour l'office membre du jury de personnes expertes évaluant les propositions pour ce  prix.
Dans une interview à Republik, elle  critique le sexisme structurel et la corruption au sein de l'EPF de Zurich ce qui lui vaut un rappel à l'ordre du président  Joël Mesot qui menace de la licencier,. À la suite de ses propos, le contrôle fédéral des finances  recommande plus de transparence dans la répartition des fonds.

## Prix et distinctions
- 2020 :médaille d'or de la société des ingénieurs en instrumentation photo-optique Spie[9]
- 2018 : Lauréate du Prix de l’inventeur européen 2018 décerné par l’Office européen des brevets dans la catégorie «Œuvre d'une vie» pour avoir développé les lasers ultra-rapides[10]
- 2018 : prix IEEE Photonics[11]
- 2017 : prix Weizmann Women & Science[12]
- 2015 : prix OSA Charles H. Townes
- 2015 : Bourse Geoffrey Frew  de l'Académie australienne des sciences
- 2005 : prix Philip Morris Research
- 2004 : premier prix de l'innovation Berthold Leibinger
- 1998 : prix Carl Zeiss Research